# Stade Olympique Cassis Carnoux
Lo Stade Olympique Cassis Carnoux è un'associazione calcistica francese della città di Cassis fondata nel 2002. 
Disputa le proprie partite presso lo stadio Marcel Cerdan a Carnoux.

## Storia
Nel 2002, il club Stade Olympique de Cassis si fonde con l'Association Sportive de Carnoux Football (fondata nel 1987). 
Il 17 maggio 2008, lo Stade Olympique Cassis-Carnoux accede al Championnat National con una giornata d'anticipo. 
Nel 2009, il club annuncia un'altra fusione, questa volta con l'Étoile Sportive La Ciotat, militante nella Promotion d'Honneur A.
La fusione sarà operativa a partire dalla stagione 2010-2011, ed il club cambierà denominazione in Étoile Cassis-Carnoux-La Ciotat.

## Palmarès

### Competizioni nazionali
- Championnat de France amateur: 1

2007-2008 (gruppo C)
- Championnat de France amateur 2: 1

2004-2005

### Competizioni regionali
- Coppa di Provenza: 1

2006-2007